# Großer Uferfeuchtkäfer
Der Große Uferfeuchtkäfer (Noterus clavicornis) ist ein Käfer aus der Familie der Uferfeuchtkäfer (Noteridae).
Die Käfer werden 4,2 bis 4,5 Millimeter lang. Ihr Körper ist eiförmig-oval gestreckt und rostrot gefärbt. Der Halsschild ist meist heller gefärbt.
Die Käfer leben sowohl im Wasser von stehenden als auch von fließenden Gewässern und sogar in Brackwasser. Man findet sie nicht nur in niedrigen Lagen, sondern bis hinauf in die Mittelgebirge. Sie kommen in Europa, östlich über Kleinasien bis nach China vor. Sie sind in Mitteleuropa sehr häufig anzutreffen.